# نخستین مد در برایتون پیر
نخستین مد در برایتون پیر (انگلیسی: Early Fashions on Brighton Pier) یک فیلم کوتاه و صامت بریتانیایی است که در سال ۱۸۹۸ ساخته شد. فیلمبرداری این فیلم را جیمز ویلیامسون انجام داد.